# Ligny-en-Cambrésis
Ligny-en-Cambrésis é uma comuna francesa na região administrativa de Altos da França, no departamento do Norte. Estende-se por uma área de 8.79 km². Em 2010 a comuna tinha 1 925 habitantes (densidade: 219 hab./km²).